# Lost in the Flood
Lost in the Flood è una canzone del cantautore statunitense Bruce Springsteen, pubblicato nel 1973 sul suo album di debutto, Greetings from Asbury Park, N.J..

## Storia
Registrata nel giugno del 1972, Lost in the Flood è una delle canzoni di Greetings from Asbury Park, N.J. pensate per essere suonate con l'accompagnamento della band.
L'unico contributo di Steven Van Zandt al disco, pur non accreditato, fu un frastuono provocato dal futuro chitarrista della E Street Band mentre colpiva il suo amplificatore e che poi fu sovrainciso all'inizio del pezzo. Van Zandt, che era uno dei migliori amici di Springsteen e faceva parte del gruppo di musicisti con i quali il cantautore aveva condiviso anni di gavetta nella Bruce Springsteen Band e nei precedenti Steel Mill, fu subito escluso dalle registrazioni dell'album, sacrificio necessario per salvare il compromesso trovato tra il leader e il suo management. Non è ben chiaro il motivo per cui non entrò a far parte del progetto: secondo il manager e produttore Mike Appel la decisione fu dello stesso Springsteen che non sentiva il bisogno di avere un altro chitarrista; secondo altri fu invece Appel che lo volle escludere per limitarne l'influenza su Springsteen. In ogni caso Van Zandt era impegnato in quel periodo nella band di accompagnamento del gruppo vocale doo-wop The Dovells e di fatto era l'unico membro del gruppo che poteva sostenersi economicamente con la musica.
La canzone fu eseguita con regolarità nei primi anni, per poi scomparire dalla scaletta dei concerti dopo il 1975, con rare apparizioni nella tournée del 1978, e per essere poi ripresa nel 2000 alla fine del Reunion Tour della E Street Band. L'unica esecuzione in quel tour fu poi inclusa nell'album dal vivo Live in New York City.

## La canzone
Musicalmente il brano è una ballata dall'incedere solenne dominata dall'accompagnamento di pianoforte di David Sancious, con la sezione ritmica che entra dopo la prima strofa in un crescendo che si conclude con il solenne organo dello stesso Sancious. Secondo Springsteen Lost in the Flood (letteralmente "persi nel diluvio") è un brano in parte autobiografico, il tentativo di descrivere le forze negative che avevano contraddistinto la storia della sua famiglia, così come il tema, per lui centrale in quel periodo, dello "sprecare la vita". Il tema della vita "buttata via" viene sviluppato attraverso storie cupe e frammentarie di personaggi pittoreschi e improbabili come era tipico nelle prime canzoni di Springsteen. La canzone è comunque influenzata dalla guerra in Vietnam, evento che aveva colpito molto il cantautore in particolare dopo la morte di Bart Haynes, il batterista dei The Castiles, il suo primo gruppo, ucciso in combattimento nel 1967 ed è anche una prima riflessione sull'irrealizzabilità del "sogno americano". Il testo, visionario e cupo, narra del ritorno a casa di un veterano in un mondo desolato abitato da «licantropi vestiti a festa» e da «suore calve che corrono incinte per le sale del Vaticano». Il brano contiene anche una prima citazione automobilistica, fatto ricorrente nel corso di tutta la carriera di Springsteen, in questo caso una Chevy da corsa super-8 guidata da Jimmy il Santo che nelle sue sfrenate corse lungo le strade del New Jersey non lascia olio per terra, ma sangue. Numerosi sono i riferimenti dissacranti alla religione. Si tratta dell'unico caso apparso su disco, dopo che il cantautore, nel corso del 1972, aveva scritto molte canzoni, rimaste inedite, che prendevano di mira il cristianesimo per come lui stesso l'aveva vissuto in gioventù ai tempi della frequentazione della scuola cattolica della sua città.

## Discografia
- 1973 – Bruce Springsteen, Greetings from Asbury Park, N.J., LP, Columbia Records KC 31903
- 2001 – Bruce Springsteen and the E Street Band, Live in New York City, CD (doppio), Columbia Records C2K 85490, dal vivo, registrata al Madison Square Garden di New York il 1º luglio 2000
- 2006 – Bruce Springsteen and the E Street Band, Hammersmith Odeon London '75, CD (doppio), Columbia Records 82876 77995 2, dal vivo, registrata all'Hammersmith Odeon di Londra nell'autunno del 1975